# Philippe Touchard
Philippe Touchard, francoski admiral in vojaški teoretik, * 21. julij 1810, † 20. januar 1879.